# گیل ریکتسون
گیل ریکتسون (انگلیسی: Gail Ricketson؛ زادهٔ september ۱۲, ۱۹۵۳ (۷۱ سال)) ورزشکار روئینگ اهل ایالات متحده آمریکا است.
وی در مسابقات کشوری و بین‌المللی در مجموع برندهٔ ۱ مدال برنز شده‌است.